# Bíbor szívek
A Bíbor szívek (eredeti cím: Purple Hearts) 2022-ben bemutatott amerikai zenés romantikus film, amelyet Elizabeth Allen Rosenbaum rendezett. A főbb szerepekben Sofia Carson, Nicholas Galitzine, Chosen Jacobs, John Harlan Kim, Kat Cunning és Linden Ashby látható.
Amerikában és Magyarországon 2022. július 29-én mutatták be a Netflixen.

## Cselekmény
Cassie Salazar pincérnő, aki a The Loyal nevű zenekarával egy San Diego-i bárban lép fel. Hat hónappal korábban diagnosztizálták nála az 1-es típusú cukorbetegséget, és a túlélésért több munkahelyen is dolgozik, hogy megengedhesse magának az inzulint.
Egyik este Cassie egy csapat tengerészgyalogost szolgál ki, akiket Irakba készülnek küldeni. Egyikük, Luke Morrow flörtöl vele. Luke-nak megvannak a maga problémái: anyja halála után függővé vált, és bár két éve tiszta, még mindig tartozik 15 000 dollárral a dílerének, Johnnónak. Nyugdíjas tengerészgyalogos apjától eltávolodva a bátyjától kér segítséget, de az elutasítja.
Cassie megkéri gyermekkori barátját és Luke szobatársát, Frankie-t, hogy a katonai házastársaknak járó egészségbiztosítási juttatások miatt vegye feleségül. Ő már tervezi, hogy feleségül veszi kedvesét, Rileyt. Bár Luke meghallja, és kezdetben ellenzi házasságot, rájön, hogy mindketten jól járhatnak anyagilag. Luke többet keresne, Cassie pedig egészségügyi ellátásban részesülne. Megállapodnak abban, hogy azonnal összeházasodnak, és egy év múlva beadják a válókeresetet.
Frankie, az esküvő tanúja átadja Cassie-nek a gyűrűt, amellyel Riley-t feleségül fogja venni, és arra kéri, hogy őrizze meg. Ezután az ifjú pár csatlakozik tengerészgyalogos társaikhoz egy bárban. Cassie összeveszik az egyikükkel az "arabok levadászása" miatt, ami vitát okoz Luke-kal, de úgy tesznek, mintha kibékülnének. Aznap este bevallja, hogy fél a házasságtól és Iraktól is. Cassie megvigasztalja őt, és együtt alszanak.
Másnap reggel a tengerészgyalogosok bevetésre indulnak. Mielőtt felszállna a buszra, Luke megadja Cassie-nek a bátyja elérhetőségét, mivel ő a legközelebbi hozzátartozója. Cassie és Luke e-maileket és videóhívásokat kezdenek küldeni egymásnak, hogy fenntartsák a cselt, és közelebb kerüljenek egymáshoz. Cassie előad egy saját dalt, a "Come Back Home" címűt a tengerészgyalogosoknak, feldobva a hangulatukat egy nehéz nap után.
A dal vírusként terjed, és Cassie bevallja, hogy Luke lehet a múzsája. Amikor megtudja, hogy Luke súlyosan megsérült egy IED-robbanás következtében, és visszatér, hogy felépüljön. Cassie véletlenül Luke apjával veszi fel a kapcsolatot a bátyja helyett, ami feldühíti Luke-ot, mivel a nyugalmazott katonai rendőr feljelentést tenne, ha tudná. Luke a kórházi elbocsátása után Cassie lakásába költözik. Cassie-nek egy jegygyűrűt készít a dögcédulaláncából, és átdíszítik az övét, hogy a házasságukat mutassák be az apjának, aki elviszi őt a fizikoterápiára.
Cassie örökbefogadja Peaches nevű golden retrievert, hogy segítse Luke felépülését. Az elvonó és az együttélésük inspirálja Cassie-t az "I Hate the Way" című dalra, amelyet a Whisky a GoGo-ban ad elő, és felkeltik a lemezkiadók figyelmét.
Johnno még mindig a pénzét keresi, betör Cassie anyjának házába, hogy megfenyegesse Luke-ot. Aznap este Cassie sokkot kap, amikor leesik a cukorszintje. Luke segít neki talpra állni, és megcsókolják egymást. Másnap Luke megveri Johnnót, kifizeti, és megmondja neki, hogy maradjon távol tőle. Ehelyett Johnno tájékoztatja Cassie anyját Luke múltjáról.
Amikor Cassie szembesíti Luke-ot, bevallja, hogy ellopta az apja autóját, hogy eladja, de összetörte, ezért pénzt kért kölcsön Johnnótól, hogy visszafizesse neki. Követeli a válást, és hogy a férfi másnapra hagyja el a lakását. Amikor Luke hazatér a futásból, a képviselők letartóztatják, mivel Johnno feljelentette a csalárd házasságukat. Luke apja felhívja Cassie-t a vádak és a közelgő tárgyalás miatt.
Luke bűnösnek vallja magát, vállalja a teljes felelősséget, és ragaszkodik ahhoz, hogy Cassie nem tudta, hogy megsértette a katonai törvényeket, hogy megkímélje őt a büntetőjogi vádaktól. Hat hónapos fogházbüntetésre ítélik, amely után rossz magaviseletű leszerelést kap.
Cassie zenekara szerződést kap egy kiadótól, és a Florence and the Machine előzenekaraként lépnek fel a Hollywood Bowlban. A koncerten elénekli legújabb, Luke ihlette dalát, az "I Didn't Know"-t, amelyet Luke tárgyalására várva írt. Ezután siet, hogy szerelmet valljon Luke-nak, mielőtt még bebörtönöznék. Odaadja neki a jegygyűrűjét, és azt mondja neki, hogy "ez most már igazi".
A stáblista után, hat hónappal később Luke-ot kiengedik a börtönből, Luke és Cassie boldog házaspárként él a tengerparton, ahol Peaches-szel piknikeznek.

## Szereplők
| Szerep           | Színész            | Magyar hang        | Leírás                                                                                       |
| ---------------- | ------------------ | ------------------ | -------------------------------------------------------------------------------------------- |
| Cassie Morrow    | Sofia Carson       | Bogdányi Titanilla | Pincérnő, csapos és énekesnő egy bárban, valamint Luke felesége.                             |
| Luke Morrow      | Nicholas Galitzine | Szatory Dávid      | Amerikai tengerészgyalogos őrvezető és Cassie férje.                                         |
| Frankie          | Chosen Jacobs      | Berkes Bence       | Luke barátja és Cassie gyerekkori barátja, akire ő vigyázott, amikor Frankie fiatalabb volt. |
| Toby             | John Harlan Kim    | Fehér Tibor        | Cassie lemezkiadójának tulajdonosa.                                                          |
| Nora             | Kat Cunning        | Dobó Enikő         | Cassie munkatársa és legjobb barátja.                                                        |
| Jacob Morrow Sr. | Linden Ashby       | Kőszegi Ákos       | Luke és Jacob Morrow Jr. apja.                                                               |
| Johnno           | Anthony Ippolito   | Rada Bálint        | Drogdíler, akinek Luke 15 ezer dollárral tartozik.                                           |
| Jacob Morrow Jr. | Scott Deckert      | Mészáros András    | Luke testvére.                                                                               |
| Hailey Morrow    | Sarah Rich         | Mezei Kitty        | Jacob Morrow Jr. felesége.                                                                   |
| Marisol Salazar  | Loren Escandon     | Törtei Tünde       | Cassie anyja.                                                                                |
| Armando          | Nicholas Duvernay  | Gacsal Ádám        | Luke és Cassie riválisa.                                                                     |

### Magyar változat
- Magyar szöveg: Tóth Mátyás
- Hangmérnök és vágó: Takács György
- Gyártásvezető: Farkas Mártaa
- Szinkronrendező: Kertész Andrea
- Produkciós vezető: Jávor Barbara

A szinkront a Direct Dub Studios készítette el.

## A film készítése
2020 novemberében bejelentették, hogy Sofia Carson lesz a film női főszereplője. A bejelentésben az is szerepelt, hogy ő lesz az vezető producer, valamint ő írja és énekli a filmzene eredeti dalait. Még ugyanebben a hónapban kiderült, Charles Melton kapta a férfi főszerepet, de közvetlenül a forgatás 2021 augusztusi kezdete előtt a hírek szerint Nicholas Galitzine vette át a szerepet.
A Netflix filmjének forgatása 2021 augusztusában kezdődött és ugyanezen év októberében fejeződött be. A forgatás Los Angelesben, San Diegóban, Riversideban és Austinban zajlott.
Allen Rosenbaum rendező egy katonai tanácsadóval és James Dever haditengerészeti veteránnal dolgozott együtt, hogy a Netflix-projektet a Camp Pendleton-i bázison forgathassák. Az első ajánlatot elutasították, de miután Dever kiegészítette a forgatókönyvet, engedélyt kaptak a forgatásra. A Deadline Hollywood a film költségvetését „takarékosnak” nevezte.